# Jacques Bekaert
Jacques Bekaert (* 11. Mai 1940 in Brügge; † 5. Oktober 2020 in Bangkok) war ein belgischer Musiker (Piano, Komposition), Journalist, Fotograf und Autor.

## Wirken
Bekaert studierte in den frühen 1960er Jahren am Konservatorium Basel, wo er die Analyse- und Kompositionsklassen von Henri Pousseur besuchte. Über John Cage, mit dem er mehrfach zusammentraf, verfasste er bereits 1968 ein Buch. Als Komponist arbeitete er zunächst im Studio für elektronische Musik an der Brandeis University und am Mills College, wo mehrere seiner Kompositionen aufgeführt wurden. Im Apelac Studio für elektronische Musik in Brüssel komponierte er A Summer Day at Stony Point, das 1969 unter Mitwirkung von David Behrman, Shigeko Kubota und Charlotte Warren auf dem Harrogate Festival uraufgeführt wurde.
Bekaert leitete gemeinsam mit Philip Catherine ein Sextett, das zum Montreux Jazz Festival 1969 eingeladen wurde. Seine Komposition The Day After für Live-Elektronik hatte 1970 am Mills College Premiere; dieses Werk wurde später von dem französischen Experimental-Poeten Henri Chopin veröffentlicht. Seine Komposition Pop Corner für E-Gitarre wurde zunächst von Philip Catherine und später von der britischen Gruppe Gentle Fire unter der Leitung von Hugh Davies aufgeführt. Sein Werkzyklus Summer Music entstand 1970, als er sich in Cages Haus in Stony Point (New York) aufhielt.
1972 gründete Bekaert zusammen mit Michel Herr, Takehisa Kosugi und Ryo Koike die Musikgruppe Transition, die in Europa auftrat, etwa beim Festival International Carnival of Experimental Sound in London. Er hat zudem die Musik für zwei Experimentalfilme der japanischen Schriftstellerin und Filmemacherin Akiko Iimura komponiert, Mon Petit Album und A Late Lunch (1978), die später von Igloo Records auf Tonträger veröffentlicht wurden; an der Realisation von Late Lunch wirkten George Lewis, Maggi Payne, David Rosenboom und Gene Tyranny mit. Weitere Werke, die er hauptsächlich für kleine Ensembles und elektronische Medien verfasste, sind Aranyaprathet für Tonband und Instrumente sowie ein Solo für Klavier, The Ghost of Madison, das von Rae Imamura in The Kitchen (New York) uraufgeführt wurde; Thomas Buckner interpretierte mehrere seiner Werke.
Bekaert verfasste zunächst Auslandsreportagen für die belgische Radio- und Fernsehanstalt RTBF und bereiste die Vereinigten Staaten, Europa, aber auch Südostasien. Er zog 1978 nach Südostasien, um dort ständig als Journalist zu arbeiten. Als Korrespondent arbeitete er für La Libre Belgique und Le quotidien de Paris, später für Le Monde, aber auch für die BBC, Jane’s Defense Weekly und die International Herald Tribune. Für die Bangkok Post schrieb er zwischen 1980 und 1992 wöchentlich einen Artikel über Kambodscha bzw. Vietnam. Er schrieb sowohl auf Englisch als auch auf Französisch. Er verfasste ein Nachschlagewerk La Thaïlande de A à Z, zwei Romane, eine Sammlung von Kurzgeschichten Lieux de Passage und 2019 seine Autobiografie What a wonderful World. Seine fotografischen Arbeiten wurden in New York, Hanoi, Phnom Penh, Brüssel und in Bangkok ausgestellt. Weiterhin war er ein Vertrauter des kambodschanischen Königs Norodom Sihanouk und für den Malteserorden auf diplomatischer Mission.

## Schriften (Auswahl)
- John Cage (Vierkant Uitgave, Brüssel 1968)
- Vietnam: A Portrait (Elsworth, Hongkong 1994)
- Cambodian Diary 2 Bde. (White Lotus, Bangkok 1997/98)
- La Thaïlande de A à Z (A. Versaille, Brüssel, Paris 2010)
- Le Vieux Marx: Roman (l’Harmattan, Paris 2015)
- Lieux de Passage (Édilivre, St. Denis 2018)
- What a wonderful World: Memoirs (Outskirts 2019)
- Lendemains qui déchantent: Roman (Spinelle 2020)

## Diskographische Hinweise
- Summer Music 1970 (Lovely Music, Ltd., Vital Records 1979)
- Jacques Bekaert (Igloo 1981/Metaphon 2022)[3]